# ستيوارت روبنز
ستيوارت روبنز (بالإنجليزية: Stuart Robbins)‏ (2 نوفمبر 1976 في المملكة المتحدة - 12 أبريل 2010 بغالواي في جمهورية أيرلندا) هو لاعب كرة سلة بريطاني في مركز الوسط. لعب مع Bree B.B.C. ‏ وLimerick Sport Eagles ‏ وSaint Joseph's Hawks men's basketball ‏ وThames Valley Tigers ‏ وLondon Towers ‏.

## وصلات خارجية
- ستيوارت روبنز على موقع بروبوليرز (الإنجليزية)